# Chicago Water Tower
La Chicago Water Tower (en français : « château d'eau de Chicago ») est un château d'eau historique en forme de tour de style néogothique situé dans le centre de la ville de Chicago, dans l'État de l'Illinois, aux États-Unis.
La Water Tower fait partie du district historique de Old Chicago Water Tower District, juste en face de la Pumping Station, dans le secteur de Near North Side. La Water Tower a été inscrite sur le Registre national des lieux historiques (National Register of Historic Places ; NRHP) en 1975.
Dans un sondage de 2005, les lecteurs du Chicago Tribune ont élu la Water Tower comme l'une des « sept merveilles de Chicago », derrière le lac Michigan, le Wrigley Field, la Willis Tower et le métro de Chicago, mais devant l'Université de Chicago et le musée des Sciences et de l'Industrie (MSI).

## Histoire

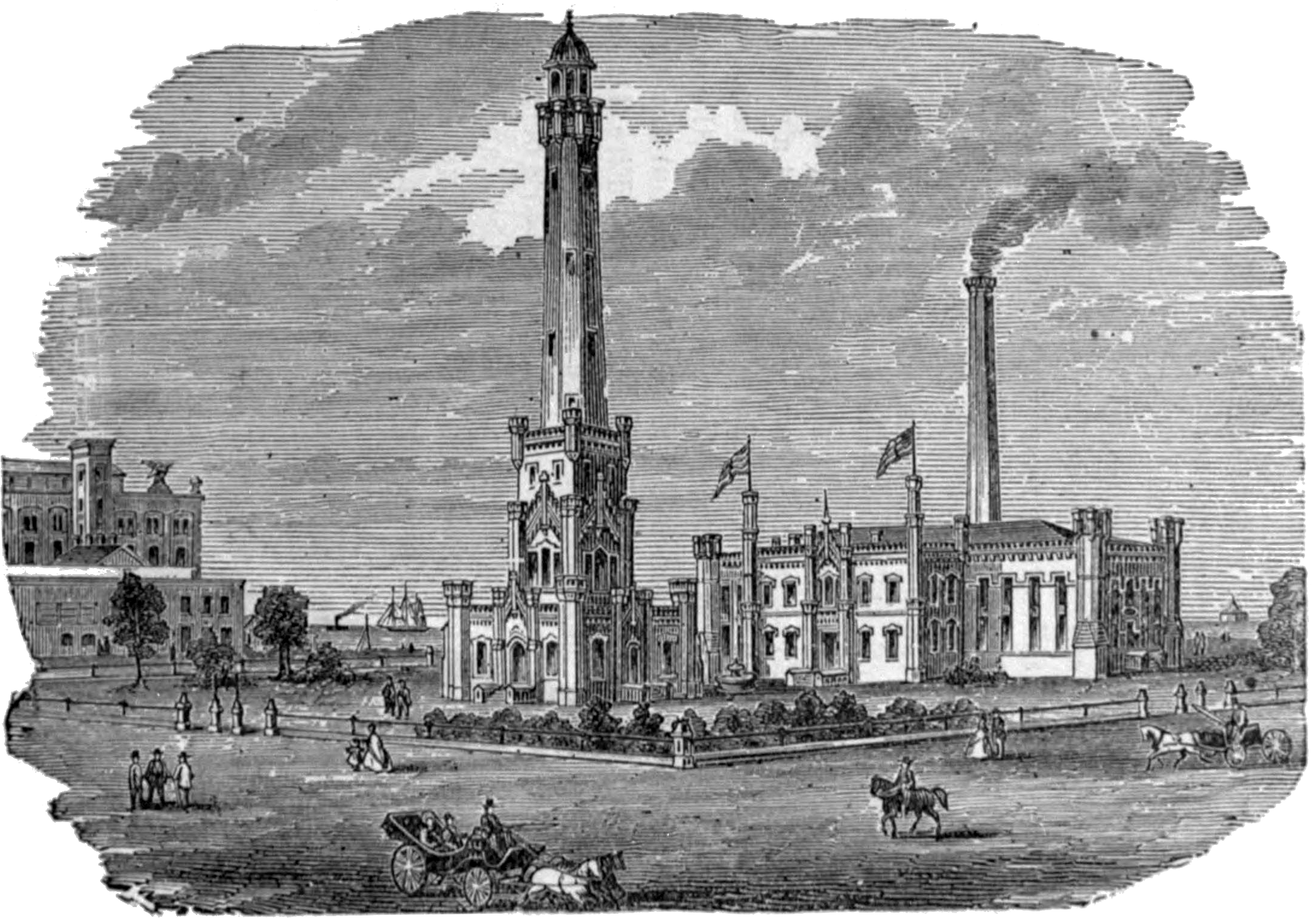
La Water Tower et la Pumping Station (1886).

Construite en 1869 par l'architecte William W. Boyington, la Water Tower est située au 806 North Michigan Avenue, le long du Magnificent Mile dans le quartier commerçant de Streeterville, dans le secteur de Near North Side, à proximité de l'Université Loyola de Chicago (campus du centre-ville) et fait partie du district historique de Old Chicago Water Tower District. De plus, le château d'eau figure sur le registre des lieux répertoriés par le Chicago Office of Tourism's Official Visitor's Centers.
La Chicago Water Tower est le deuxième plus ancien château d'eau aux États-Unis, après la Louisville Water Tower à Louisville, au Kentucky. Cette dernière fut construite en 1860 par l'architecte Theodore Scowden.
En 1871, la Chicago Water Tower prit de l'importance à la suite du Grand incendie de Chicago qui ravagea la ville. Tandis que certains pensèrent que la Water Tower fut le seul édifice à avoir résisté à l'incendie, d'autres bâtiments survécurent comme par exemple la Pumping Station, ou encore l'église de la Sainte-Famille de Chicago. Cependant le château d'eau est, à l'instar de la Pumping Station, le seul édifice de la zone incendiée et le seul édifice de l'époque à être encore debout de nos jours. Dans les années qui suivirent la tragédie, le bâtiment devint l'un des principaux symboles de Chicago.
En 1918, lorsque Pine Street (qui fut renommée depuis en « Michigan Avenue ») fut élargie à la suite de travaux de réaménagements urbains. Les plans furent modifiés afin de mettre davantage en valeur le site de la Water Tower et de la Pumping Station.
La tour subit deux rénovations majeures. La première eut lieu au cours d'une période de trois ans, de 1913 à 1916. À ce moment-là, un grand nombre de blocs de calcaire qui constituent l'édifice furent remplacés. La deuxième restauration eut lieu en 1978 et comprit principalement des modifications mineures apportées à l'intérieur et l'extérieur du bâtiment. En 1933, une plaque commémorative fut érigée sur la façade ouest de la Water Tower, en l'honneur des services rendus par DeWitt Clinton Cregier (ancien maire de Chicago et ingénieur) à la ville de Chicago. En 2014, le petit parc entourant la tour fut nommé en l'honneur de Jane Byrne, la première femme à être élue maire de Chicago.

## Architecture

Description de l'édifice.

En 1972, la Chicago Water Tower fut inscrite sur la liste des monuments historiques de génie civil (Historic Civil Engineering Landmarks) par l'American Society of Civil Engineers. Elle devint de fait le premier château d'eau des États-Unis à bénéficier d'une protection patrimoniale au titre des Landmarks. En 1975, l'édifice est inscrit sur le prestigieux Registre national des lieux historiques (National Register of Historic Places ; NRHP) par le National Park Service (NPS).
Quand le château d'eau fut construit en 1869, il abrita une colonne à eau haute de 138 pieds de haut (42 m) et trois pieds de diamètre. Cette colonne montante servit à égaliser la pression et à réduire au minimum la pulsation de l'eau circulant dans le système. Les fondations du château d'eau se composent de 168 pieux enfoncés dans une dalle de béton armé, coiffés de bois de chêne d'une largeur de 12 pouces. Des pierres de taille moyenne mélangées au ciment lors de la construction complètent la base de la tour, six pieds au-dessous du niveau du sol.
Chaque côté mesure 40 pieds de large et se compose d'une porte majestueuse et de deux grandes fenêtres. Les deuxième et troisième sections sont de conception similaire. La tour octogonale est centrée et en retrait de la partie supérieure de la troisième section, s'élevant à 55,63 m au-dessus du niveau du sol. La colonne d'eau interne fut retirée en 1911 parce qu'elle ne fut plus d'aucune utilité ; l'escalier en colimaçon qui s'enroulait autour, cependant, fut conservé et est aujourd'hui utilisé pour atteindre la coupole de la tour.
Cependant, la structure ne fit pas l'unanimité. L'écrivain et romancier Oscar Wilde, bien qu'il admira la disposition et le mouvement des machines de pompage à l'intérieur de l'édifice, déclara que son aspect ressemblait à « une monstruosité crénelée avec des boîtes à poivre collées partout »,. Le style architectural de la Water Tower inspira le design de certains bâtiments du restaurant White Castle,. Le bâtiment fut nommé American Water Landmark (monument américain de l'eau) en 1969. En 2004 et 2017, la tour fut présentée dans les finales des émissions The Amazing Race 6 et The Amazing Race 29, respectivement,.

## Galerie

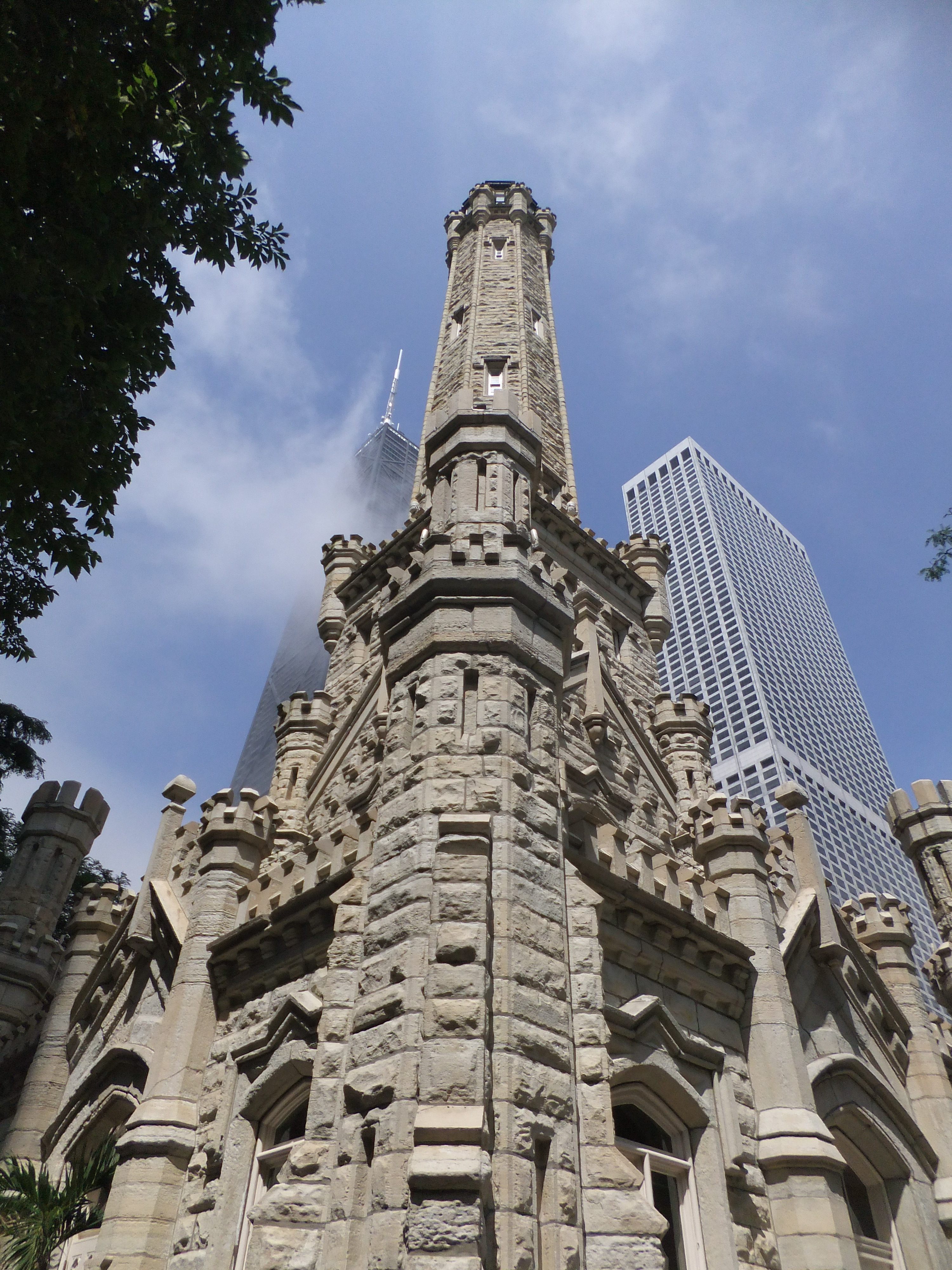
Vue de son angle sud-ouest.
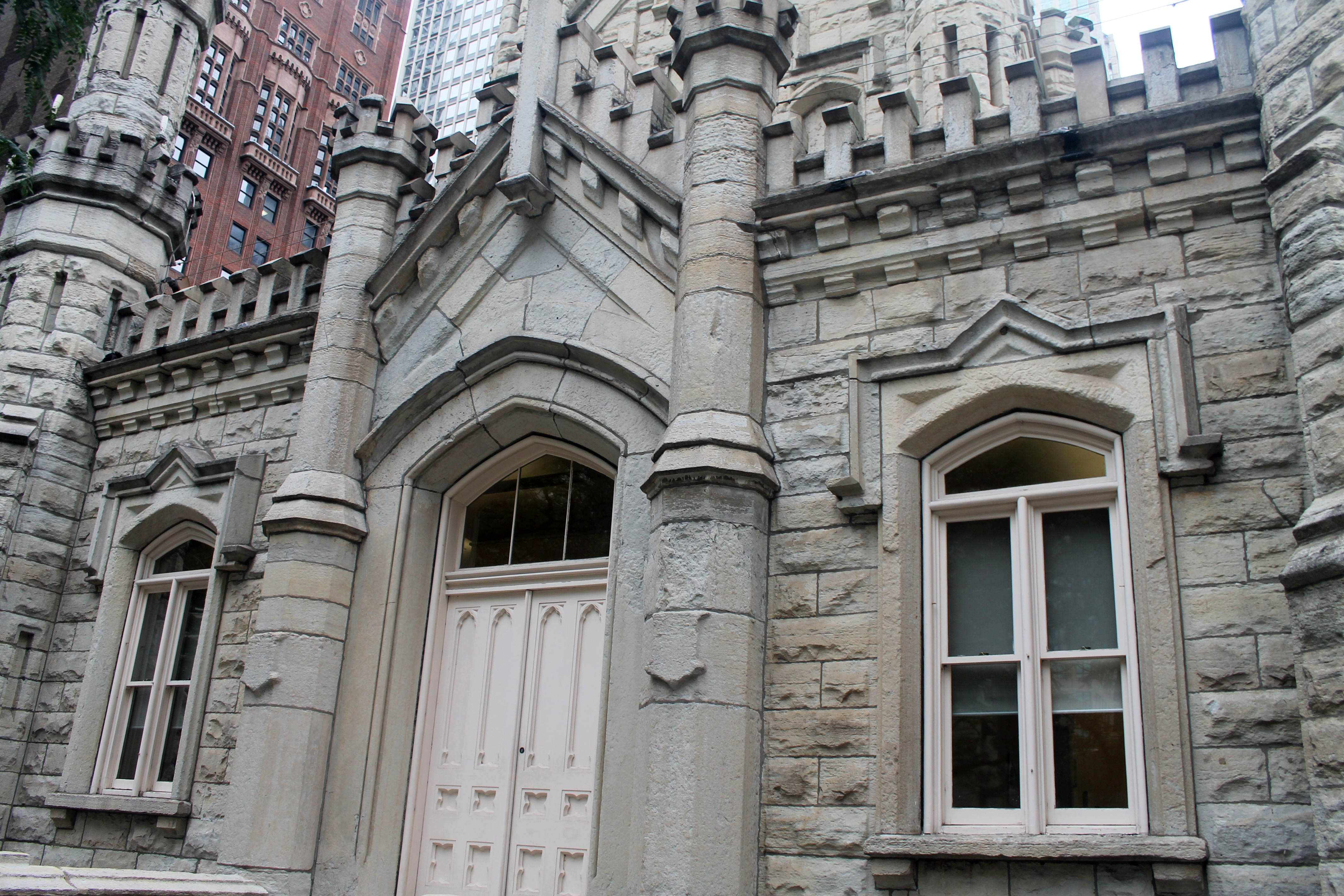
Entrée sud de la Water Tower.
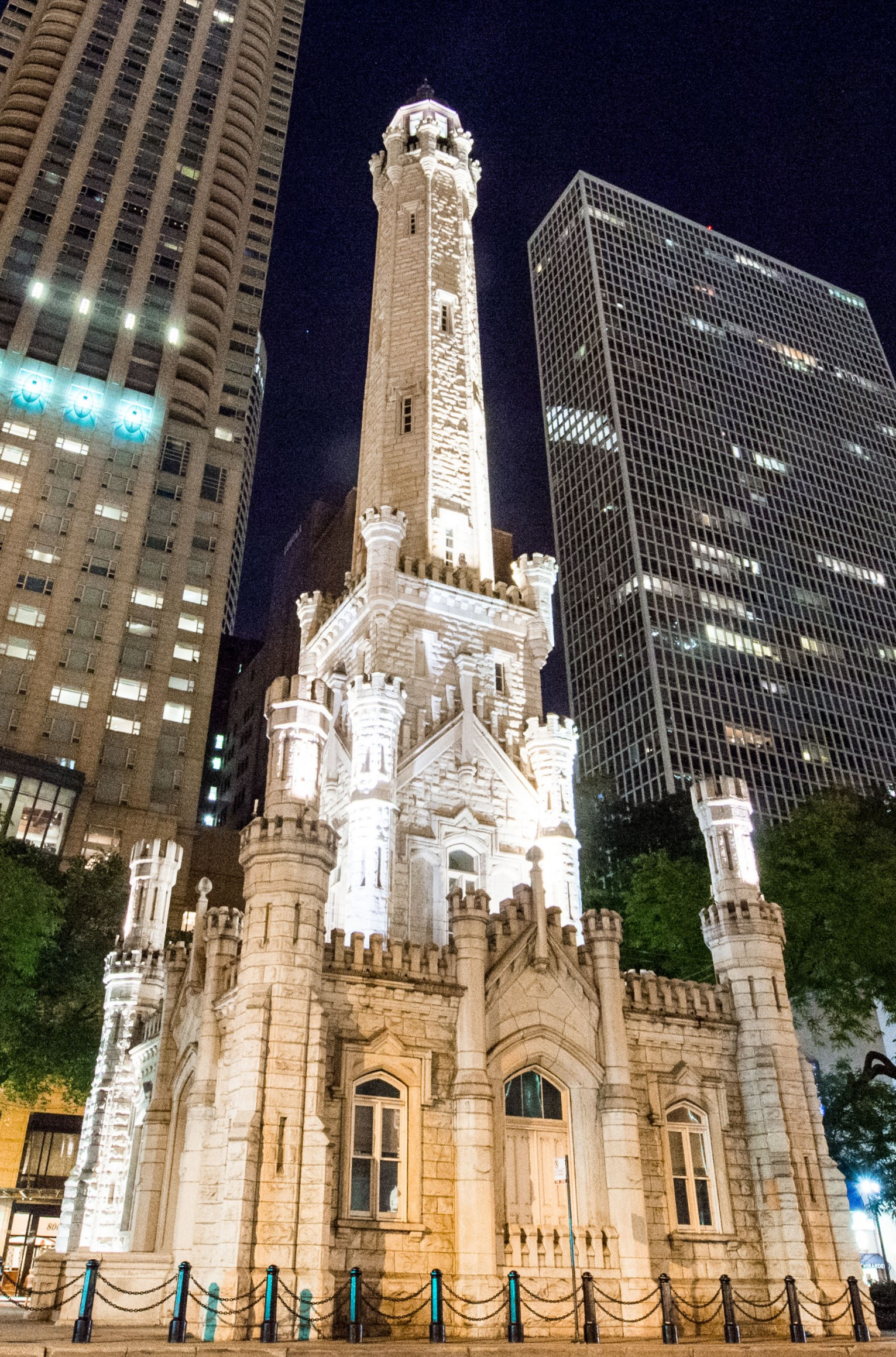
Vue de nuit.
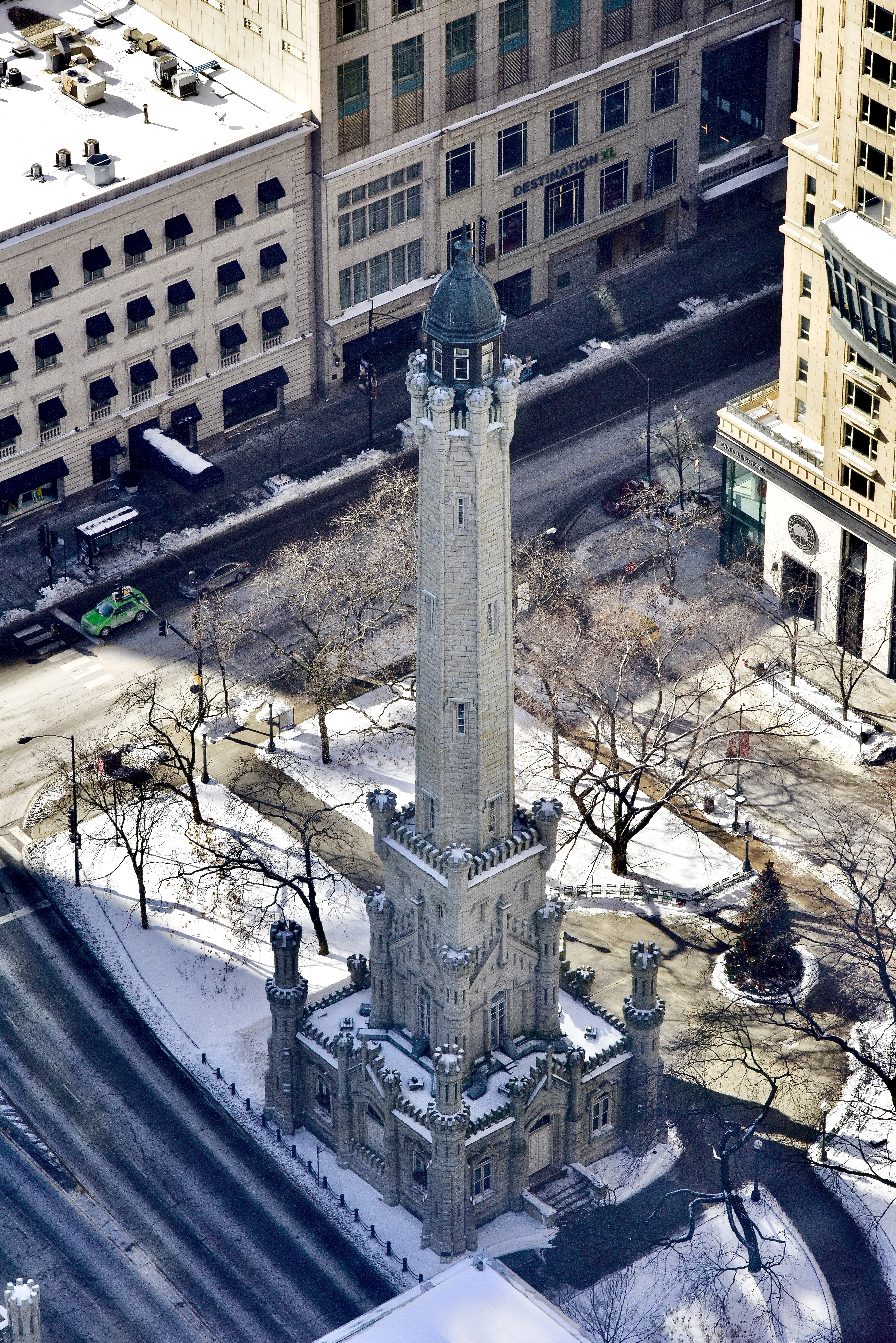
Depuis le 875 North Michigan Avenue.
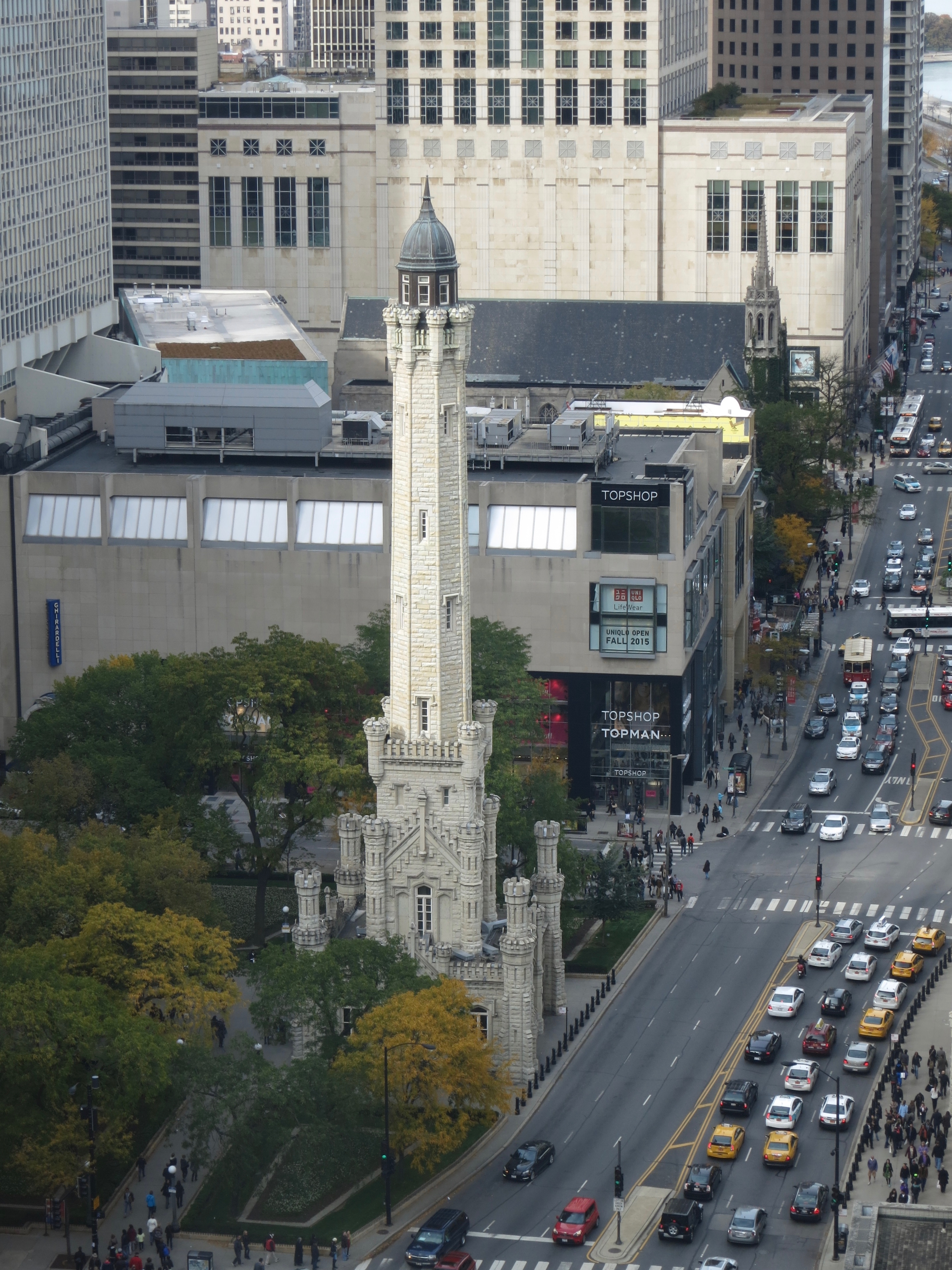
Depuis le Allerton Building.